# Damaromyia racemipuncta
Damaromyia racemipuncta är en tvåvingeart som beskrevs av Hardy 1931. Damaromyia racemipuncta ingår i släktet Damaromyia och familjen vapenflugor. Inga underarter finns listade i Catalogue of Life.